# Epidapus bipalpatus
Epidapus bipalpatus är en tvåvingeart som beskrevs av Werner Mohrig och Konrad Thaler 1982. Epidapus bipalpatus ingår i släktet Epidapus och familjen sorgmyggor.
Artens utbredningsområde är Österrike. Inga underarter finns listade i Catalogue of Life.